# Andrzej Haliński
Andrzej Haliński (ur. 25 sierpnia 1945 w Krakowie) – polski scenograf.

## Życiorys
Ukończył studia na Wydziale Architektury Politechniki Warszawskiej. W 2015 uzyskał stopień doktora sztuk plastycznych na Uniwersytecie Mikołaja Kopernika w Toruniu. Od 1972 zawodowo zajmuje się scenografią filmową, a także projektami dla Teatru Telewizji. Członek Stowarzyszeniu Filmowców Polskich (w tym przewodniczący Koła Scenografów) i ZASP. Powołany w skład Polskiej Akademii Filmowej oraz Europejskiej Akademii Filmowej.
Dwukrotnie otrzymał nagrodę za scenografię na Festiwalu Polskich Filmów Fabularnych – w 1987 za Cudowne dziecko i w 1999 za Ogniem i mieczem. Kilka razy był nominowany do Orła w tej kategorii.
W 2012 odznaczony Srebrnym Medalem „Zasłużony Kulturze Gloria Artis”, a w 2015 Krzyżem Oficerskim Orderu Odrodzenia Polski.
Jest autorem wspomnień 10 000 dni filmowej podróży.

## Filmografia
Scenografia
- 1978: Rodzina Połanieckich (serial TV, reż. Jan Rybkowski)
- 1980: Kariera Nikodema Dyzmy (serial TV, reż. Jan Rybkowski)
- 1980: Królowa Bona (serial TV, reż. Janusz Majewski)
- 1981: Wojna światów – następne stulecie (reż. Piotr Szulkin)
- 1982: Epitafium dla Barbary Radziwiłłówny (reż. Janusz Majewski)
- 1983: Marynia (reż. Jan Rybkowski)
- 1983: Thais (reż. Ryszard Ber)
- 1986: C.K. Dezerterzy (reż. Janusz Majewski)
- 1986: Cudowne dziecko (reż. Waldemar Dziki)
- 1997: Sztos (reż. Olaf Lubaszenko)
- 1999: Ogniem i mieczem (reż. Jerzy Hoffman)
- 2000: Przeprowadzki (serial TV, reż. Leszek Wosiewicz)
- 2003: Stara baśń. Kiedy słońce było bogiem (reż Jerzy Hoffman)
- 2004: Ławeczka (reż. Maciej Żak)
- 2006: Szatan z siódmej klasy (reż. Kazimierz Tarnas)
- 2009: Mniejsze zło (reż. Janusz Morgenstern)
- 2010: Mała matura 1947 (reż. Janusz Majewski)
- 2011: 1920 Bitwa warszawska (reż Jerzy Hoffman)
- 2012: Dziewczyna z szafy (reż. Bodo Kox)

Aktor
- 1999: Ogniem i mieczem − Żyd karczmarz
- 2006: Szatan z siódmej klasy − malarz na paryskiej ulicy
- 2007: Taxi A − policjant